# The Moment (Lisa Stansfield)
The Moment è il sesto album solista della cantautrice pop/soul britannica Lisa Stansfield, pubblicato da ZTT Records/Edel International nel settembre 2004 nel Regno Unito e distribuito nel febbraio 2005 nel resto d'Europa.
È stato ristampato nel marzo 2006 con il titolo The Moment - Gold Edition 
in un'edizione deluxe con copertina dorata contenente 2 bonus track (2 remix di If I Hadn't Got You), una sezione CD-ROM con i videoclip di Treat Me Like a Woman e If I Hadn't Got You, una serie di sfondi per il desktop del PC e una galleria fotografica (la ristampa, a differenza dell'originale, non è uscita in versione digipak; il relativo LP, a differenza dei precedenti, consiste sia in brani composti dalla cantante e dal suo team abituale che in numerose cover di altri artisti, tra cui When Love Breaks Down dei Prefab Sprout).

## Descrizione
Primo lavoro per la nuova casa discografica, dopo aver lasciato la major BMG/Arista), è anche il primo LP dell'artista a non contenere brani esclusivamente composti da lei insieme al suo team, tra cui il marito e collaboratore Ian Devaney, musicista ed arrangiatore, solitamente anche produttore, ma non qui, dove il produttore è Trevor Horn, genio delle produzioni pop. Il disco, infatti, a differenza dei precedenti, improntati al soul e alla disco, vira decisamente verso il pop rock, anche e soprattutto a causa della presenza di numerose cover.

### Singoli
Dall'album sono stati estratti il singolo doppio lato A Easier/Treat Me Like a Woman (solo in Regno Unito, dove l'uscita di Easier è stata protratta troppo a lungo per permetterne la pubblicazione come singolo semplice), e i singoli Treat Me Like a Woman, If I Hadn't Got You e He Touches Me (nel resto d'Europa).
Di Treat Me Like a Woman e If I Hadn't Got You sono stati realizzati anche un videoclip ciascuno.

## Successo commerciale
Il disco nella classifica britannica non è andato oltre il 57º posto; negli Stati Uniti e in Australia, non è entrato per niente nella hit parade, mentre maggiore fortuna ha ottenuto in alcuni Paesi europei, raggiungendo la 16ª posizione in Germania, la 22ª in Svizzera, la 15ª in Austria (il miglior piazzamento in assoluto) e la 57ª in Italia.

### I singoli
Dei quattro brani estratti come singoli nessuno è riuscito ad entrare in classifica nel Regno Unito. 
I primi due, Easier e Treat Me Like a Woman, sono usciti su un singolo doppio lato A negli Stati Uniti e in Australia, mentre Treat Me Like a Woman e If I Hadn't Got You sono stati dei successi, anche se minori, in Germania (rispettivamente arrivati al 43º e al 36º posto) e in Svizzera (66º e 54º).
L'ultimo estratto, He Touches Me, invece, non è entrato in classifica in nessun Paese, completando un flop più o meno generale dell'operazione commerciale.

## Tracce

### Album originale (2004)
1. Easier – 4:38
2. Treat Me Like a Woman – 3:59
3. When Love Breaks Down – 4:18
4. Say It to Me Now – 4:47
5. He Touches Me – 4:36
6. Lay Your Hands on Me – 4:17
7. The Moment – 4:50
8. If I Hadn't Got You – 4:47
9. Take My Heart – 4:37
10. Love Without a Name – 3:58
11. Takes a Woman to Know – 3:37

### Bonus track edizione deluxe (2006)
1. If I Hadn't Got You (Markus Gardeweg RMX) – 7:31
2. If I Hadn't Got You (Digitalism Dub) – 4:48

### Sezione CD-ROM
1. Treat Me Like a Woman (videoclip)
2. If I Hadn't Got You (videoclip)
3. Desktops (sfondi per desktop PC)
4. Photo gallery (galleria fotografica)

## Crediti

### Album

#### Produzione e realizzazione
- Trevor Horn: produzione tracce 1-13 presso «Sarm Studios», Londra
- Robert Orton: tecnico del suono, missaggio tracce 1-8, 10-13
- Tim Weidner: tecnico del suono, missaggio traccia 9
- Jay (Buju) Blatch, Chris Demetriou: primi assistenti di studio
- Taz Mattar, Rob Smith: secondi assistenti di studio
- Gary Langan: tecnico del suono per le sessioni vocali dal vivo e per la band
- Perry Montague-Mason, Gavyn Wright: direzione archi
- Steve Price: registrazione orchestra presso «Angel Studios», Londra
- Isabel Griffiths: accordo archi
- Ian Cooper: masterizzazione presso «Metropolis Studios», Londra
- Paul Robinson: batteria nelle sessioni dal vivo
- Mark Bishop, Iain Roberton: tecnici del suono supplementari

#### Personale
- Marcy McCartney Donald: fotografia
- Gibson: design grafico
- Jacquie Darbyshire: management
- Rachel George: assistente personale

### Nelle tracce

#### Easier
- Phil Palmer, Tim Pierce: chitarre
- Jamie Muhoberac: basso, tastiere, rhythm box
- Earl Harvin: batteria
- Luis Jardim: percussioni
- Anne Dudley: arrangiamento archi

#### Treat Me Like a Woman
- Lol Creme, Randy Jacobs, Phil Palmer, Tim Pierce: chitarre
- Jamie Muhoberac: basso, tastiere, rhythm box
- Earl Harvin: batteria
- Trevor Horn: percussioni
- Anne Dudley: arrangiamento archi

#### When Love Breaks Down
- Tim Pierce: chitarre
- Phil Palmer: chitarra acustica
- Charlie Russell: programmazione batteria elettronica
- Jamie Muhoberac: basso, tastiere, pianoforte
- Trevor Horn: basso, tastiere
- Lol Creme: clarinetto
- Luis Jardim: percussioni
- Anne Dudley: arrangiamento archi
- Ian Devaney: registrazione cori

#### Say It to Me Now
- Phil Palmer: chitarre
- Lol Creme, Tim Pierce: chitarre elettriche
- Laurence Cottle: basso
- Trevor Horn: chitarra elettrica, pad
- Jamie Muhoberac, Pete Murray: pianoforte, tastiere
- Earl Harvin: batteria
- Luis Jardim: percussioni
- Anne Dudley: arrangiamento archi

#### He Touches Me
- Randy Jacobs, Tim Pierce: chitarre
- Jamie Muhoberac: basso, tastiere
- Earl Harvin: batteria
- Steve Sidwell: tromba
- Nigel Hitchcok: sassofono
- Luis Jardim: percussioni
- Pete Murray: pad
- Anne Dudley: arrangiamento archi
- Ian Devaney: registrazione e arrangiamento cori
- Richard Darbyshire: arrangiamento cori

#### Lay Your Hands on Me
- Phil Palmer, Tim Pierce: chitarre
- Trevor Horn: basso, arrangiamento cori
- Jamie Muhoberac, Pete Murray: tastiere
- Earl Harvin: batteria
- Anne Dudley: arrangiamento archi
- Ian Devaney: registrazione e arrangiamento cori

#### The Moment
- Ian Devaney: tastiere, basso, pad, arrangiamenti, registrazione e arrangiamento cori
- Pete Murray: tastiere
- Richard Darbyshire: chitarre
- Robert Orton: batteria supplementare
- Nick Ingman: arrangiamento archi
- Richard Darbyshire: arrangiamento cori

#### If I Hadn't Got You
- Randy Jacobs, Tim Pierce: chitarre
- Phil Palmer: chitarra acustica
- Jamie Muhoberac: basso, tastiere, batteria
- Earl Harvin: batteria
- Pete Murray: tastiere
- Luis Jardim: percussioni
- Chris Demetriou: programmazione, armonica a bocca, arrangiamento archi
- Chris Cameron: arrangiamento archi

#### Take My Heart
- Tim Cansfield: chitarre
- Laurence Cottle: basso
- Ian Thomas: batteria
- Pete Murray: tastiere
- Chris Cameron: arrangiamento archi
- Steve Sidwell: tromba
- Nigel Hitchcok: sassofono
- Chris Demetriou: arrangiamento ottoni
- Lucinda Barry: cori supplementari
- Ian Devaney: registrazione tracce vocali

#### Love Without a Name
- Richard Darbyshire: chitarre, arrangiamenti
- Tim Pierce: chitarre
- Jamie Muhoberac: basso, tastiere
- Earl Harvin: batteria
- Ian Devaney: tastiere, arrangiamenti, registrazione e arrangiamento tracce vocali e cori
- Chris Cameron: arrangiamento archi
- Luis Jardim: percussioni
- Trevor Horn: arrangiamento cori

#### Takes a Woman to Know
- Phil Palmer, Tim Pierce: chitarre
- Trevor Horn: basso, tastiere
- Jamie Muhoberac: basso, tastiere, rhythm box
- Terry Britten: basso
- Earl Harvin, Paul Beavis: batteria
- Duck Blacwell: tastiere
- Luis Jardim: percussioni
- Steve Sidwell: tromba
- Nigel Hitchcok: sassofono
- Chris Cameron: arrangiamento archi

#### If I Hadn't Got You(Markus Gardeweg RMX)
- Markus Gardeweg, Martin Weiland, Florian Sikorski per la Marathone Music: missaggio, produzione aggiuntiva, tastiere supplementari

#### If I Hadn't Got You(Digitalism Dub)
- Digitalism: missaggio, produzione aggiuntiva
- Metrobass Management: management

## Classifiche
| Classifica (2004/05) | Posizione massima |
| -------------------- | ----------------- |
| Austria              | 15                |
| Belgio (Fiandre)     | 90                |
| Belgio (Vallonia)    | 93                |
| Francia              | 109               |
| Germania             | 16                |
| Italia               | 57                |
| Regno Unito          | 57                |
| Spagna               | 70                |
| Svizzera             | 22                |